# Аль-Хурр ібн Абд-аль-Рахман аль-Такафі
Аль-Хурр ібн Абд-аль-Рахман аль-Такафі (*араб. الحر بن عبد الرحمن الثقفي  —721) — 4-й валі Аль-Андалуса у 716-718 роках.

## Життєпис
Походив з впливового роду. Був сином Абд-аль-Рахман ібн Абдулли аль-Такафі, валі міста Куфа.
У 716 році було призначено новим валі Аль-Андалуса. Очолив війська, які підкорили гірські райони Астурії, Кантабрії, а також області басків. Водночас заклав основи адміністрації провінції Аль-Андалус. Також впровадив основи оподаткуваня, управління нерухомістю, при цьому було гарантовано право власності християн, припинено грабежі берберів. Водночас владнав конфлікти між арабами і берберами, що боролися за землі та скарби. 717 року зробив Корбову місцем перебування намісника Аль-Андалуса.
Зміцнивши владу халіфа на Піренеях вирішив атакувати Септиманію, яка була колись частиною Королівства вестготів. Було зайнято північну Тарраконську іспанію та область навколо Памплони. Але протягом 717—718 років спроби зайняти частину цієї області виявилося невдалими. У 718 році на півночі війська арабів зазнали поразки при Ковадунья від військ християн на чолі із Пелайо.
У 718 році (за іншими відомостями 719 року) за наказом халіфа Омара II замінено на Аль-Самх ібн-Малік аль-Хавлані. Разом з тим залишився командуючим військовими загонами на півострові. Брав участь у битві при Тулузі 721 році, де арабські війська зазнали поразки, і Аль-Хурр загинув.